# Ethan Horvath
Ethan Horvath (Highlands Ranch, 1995. június 9. –) amerikai válogatott labdarúgó, a Cardiff City kapusa.

## Pályafutása

### Klubcsapatokban
Horvath a coloradoi Highlands Ranch községben született. Az ifjúsági pályafutását a Real Colorado akadémiájánál kezdte.
2013-ban mutatkozott be a norvég első osztályban szereplő Molde felnőtt keretében. 2017-ben a belga Club Brugge-hoz igazolt. 2021. július 13-án hároméves szerződést kötött az angol másodosztályban érdekelt Nottingham Forest együttesével. Először 2021. szeptember 15-ei, Middlesbrough ellen hazai pályán 2–0-ra elvesztett bajnokin lépett pályára. A 2022–23-as szezonban a Luton Town csapatát erősítette kölcsönben.

### A válogatottban
Horvath az U18-as, az U20-as és az U23-as korosztályú válogatottakban is képviselte Amerikát.
2016-ban debütált a felnőtt válogatottban. Először 2016. október 7-én, Kuba ellen 2–0-ra megnyert barátságos mérkőzésen lépett pályára.

## Statisztikák
2022. november 12. szerint
| Klub                    | Szezon   | Osztály        | Bajnokság | Bajnokság | Kupa  | Kupa | Nemzetközi | Nemzetközi | Összesen | Összesen |
| Klub                    | Szezon   | Osztály        | Meccs     | Gól       | Meccs | Gól  | Meccs      | Gól        | Meccs    | Gól      |
| ----------------------- | -------- | -------------- | --------- | --------- | ----- | ---- | ---------- | ---------- | -------- | -------- |
| Molde                   | 2015     | Tippeligaen    | 17        | 0         | 1     | 0    | 13         | 0          | 31       | 0        |
| Molde                   | 2016     | Tippeligaen    | 22        | 0         | 0     | 0    | —          | —          | 22       | 0        |
| Molde                   | Összesen | Összesen       | 39        | 0         | 1     | 0    | 13         | 0          | 53       | 0        |
| Club Brugge             | 2016–17  | Jupiler League | 4         | 0         | 0     | 0    | —          | —          | 4        | 0        |
| Club Brugge             | 2017–18  | Jupiler League | 15        | 0         | 0     | 0    | 4          | 0          | 19       | 0        |
| Club Brugge             | 2018–19  | Jupiler League | 28        | 0         | 1     | 0    | 5          | 0          | 34       | 0        |
| Club Brugge             | 2019–20  | Jupiler League | 2         | 0         | 1     | 0    | —          | —          | 3        | 0        |
| Club Brugge             | 2020–21  | Jupiler League | 2         | 0         | 1     | 0    | 1          | 0          | 4        | 0        |
| Club Brugge             | Összesen | Összesen       | 51        | 0         | 3     | 0    | 10         | 0          | 64       | 0        |
| Nottingham Forest       | 2021–22  | Championship   | 7         | 0         | 4     | 0    | —          | —          | 11       | 0        |
| Luton Town (kölcsönben) | 2022–23  | Championship   | 20        | 0         | 0     | 0    | —          | —          | 20       | 0        |
| Összesen                | Összesen | Összesen       | 117       | 0         | 8     | 0    | 23         | 0          | 148      | 0        |

### A válogatottban
| Válogatott                | Év       | Pályára lépés | Gól |
| ------------------------- | -------- | ------------- | --- |
| Amerikai Egyesült Államok | 2016     | 1             | 0   |
| Amerikai Egyesült Államok | 2017     | 1             | 0   |
| Amerikai Egyesült Államok | 2018     | 1             | 0   |
| Amerikai Egyesült Államok | 2019     | 1             | 0   |
| Amerikai Egyesült Államok | 2021     | 3             | 0   |
| Amerikai Egyesült Államok | 2022     | 1             | 0   |
| Összesen                  | Összesen | 8             | 0   |

## Sikerei, díjai
Molde
- Tippeligaen
  - Bajnok (1): 2014
- Norvég kupa
  - Győztes (2): 2013, 2014

Club Brugge
- Jupiler League
  - Bajnok (3): 2017–18, 2019–20, 2020–21
- Belga Kupa
  - Döntős (1): 2019–20
- Belga Szuperkupa
  - Győztes (1): 2018

Amerikai U20-as válogatott
- U20-as CONCACAF-bajnokság
  - Bronzérmes (1): 2015

Amerikai válogatott
- CONCACAF-nemzetek ligája
  - Győztes (1): 2019–20